# Jan VII. Frankopan
Jan VII. Frankopan, či též Jan Krkský (chorvatsky Ivan VII. nebo Ivan Krčki) byl chorvatský šlechtic z rodu Frankopanů.

## Život
V letech 1451–1480 byl jediným knížetem polonezávislého sjednoceného Krkského knížectví (území na ostrově Krk).